# Steinach (dopływ Rodach)
Steinach – rzeka w Turyngii i Bawarii - Górnej Frankonii, w Niemczech, o dł. ok. 47 km.
Wypływa k. Neuhaus am Rennweg, uchodzi do Rodach k. Redwitz an der Rodach. Należy do dorzecza Menu i Renu.
Przepływa przez Steinach, Sonneberg, Föritz, a potem już na terenie Bawarii Mitwitz i Redwitz an der Rodach. Posiada kilkanaście pomniejszych dopływów.